# Gabriele Kaiser
Gabriele Kaiser é uma educadora matemática alemã. É professora de educação matemática da Universidade de Hamburgo.
Kaiser obteve um doutorado em 1986 e uma habilitação em 1997 na Universidade de Kassel, com a tese Anwendungen im Mathematikunterricht - Konzeptionen und Untersuchungen zur unterrichtlichen Realisierung, orientada por Werner Blum.
Foi palestrante convidada do Congresso Internacional de Matemáticos em Pequim (2002).